# 苗利亚
苗利亚（義大利語：Mioglia），是意大利萨沃纳省的一个市镇。总面积20.02平方公里，人口549人，人口密度27.4人/平方公里（2009年）。ISTAT代码为009039。